# Forbidden Songs
Forbidden Songs est le premier album studio du groupe belge de death metal mélodique Anwynn. Il est sorti le 23 avril 2012.

## Liste des chansons
1. "Anwynn" − 3:46
2. "Conquistador" − 3:57
3. "Requiescat in Pace" − 4:01
4. "Cum Canticie Veniunt" − 1:18
5. "Free" − 4:04
6. "No Victory" − 4:04
7. "Forbidden Songs" − 4:16
8. "Across the Seven Seas" − 3:42
9. "Lost in Avalon" − 4:45
10. "Glorious Highlander" − 3:55
11. "At the Gates of Madness" − 4:50

## Composition du groupe
- Amandine Blanquet - chant
- Vincent "McBouc" Carton - chant
- Laurent "Wallace" Hunaerts - guitare
- Julien "Jukka" Huyssens - guitare
- Vincent "Wobi" Van Loo - basse
- Astrid Kaiserman - clavier
- Olivier Wittenberg - batteur de session

### Credits
- Helcanen - pochette de l'album[1]
- Manic Studio - Enregistrement, mixage et mastering par Olivier Wittenberg [2]